# 诺伊基兴 (萨克森-安哈尔特州)
诺伊基兴（德語：Neukirchen，發音：[nɔʏˈkɪʁçn̩] ⓘ）是德国萨克森-安哈尔特州施滕达尔县曾经的一个市镇，面积13.76平方千米，2012年7月4日人口为262人。2010年1月1日，诺伊基兴与另外3个市镇合并为新市镇阿尔特梅基舍维舍。